# 박봉술
박봉술(朴鳳述, 1922년 1월 23일 ~ 1989년 12월 11일)은 대한민국의 국악인이다. 전남 구례에서 태어났다. 송만갑, 박봉래에게서 판소리를 교육받았다. 그의 출생지가 구례이고 스승이 송만갑이니만큼 동편제 소리를 가장 정통으로 불렀다. 그는 《적벽가》와 《수궁가》를 잘 하였다. 동일창극단, 순흥창극단 등 창극에도 종사했으나 역시 판소리를 잘 하였다. 그는 1988년까지 판소리 보존연구회 연구위원이었다.